# St. Martin (Kroppenstedt)

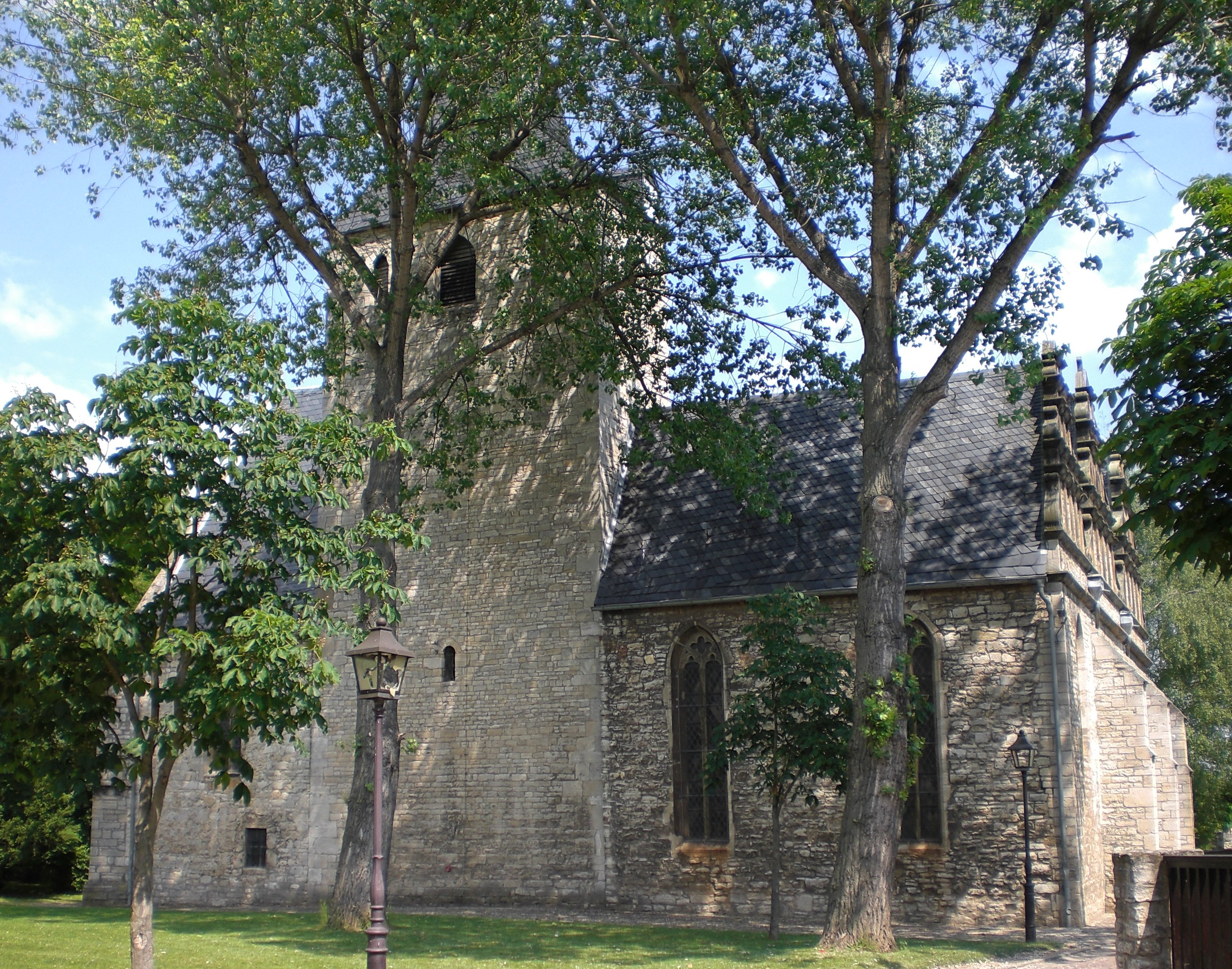
Sankt-Martin-Kirche, Westseite, die Breite des Turms entspricht dem dahinter befindlichen Hauptschiff, links und rechts davon die Seitenschiffe

Die St. Martin Kirche ist die evangelische Kirche der Stadt Kroppenstedt in Sachsen-Anhalt.

## Architektur
Das Kirchengebäude hat aufgrund in geschichtlicher Zeit erfolgter An- und Umbauten einen ungewöhnlichen asymmetrischen Grundriss. Ältester Teil der Kirche ist der westlich des Kirchenschiffs befindliche schmale, mit rechteckigem Grundriss errichtete Kirchturm, der in seinen unteren Mauern noch von einem romanischen Vorgängerbau stammt, der 1207 bereits dem heiligen Martin geweiht worden war. Im erst später entstandenen oberen Turmteil sind Schallöffnungen mit spitzbogiger Form eingearbeitet.

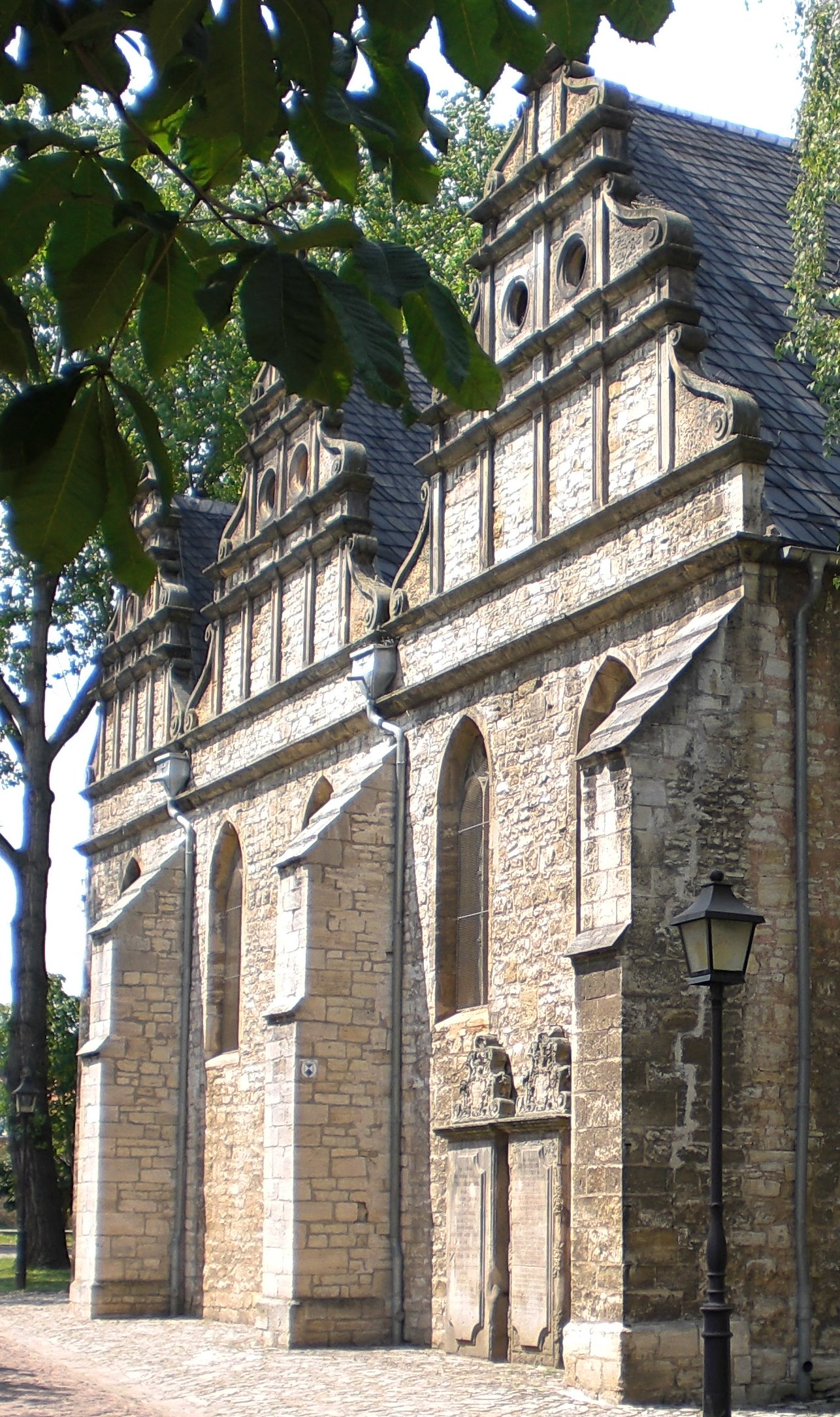
Renaissance-Giebel an der Südseite

An der alten Turmmauer befinden sich die Reste eines alten, eine Kreuzigungsgruppe darstellenden Reliefs.
Das Kirchenschiff ist in Form einer Hallenkirche gebaut und stammt in seinem Kern vom Ende des 15. Jahrhunderts. Die erste urkundliche Erwähnung der Kirche datiert aus dem Jahr 1483. Der östliche Abschluss des Schiffs ist als Fünfachtelschluss gestaltet. Neben dem zwei Joche umfassenden Hauptschiff entstand ein nördliches und ein südliches Seitenschiff. Beide Seitenschiffe wurden nach Westen um ein halbes Joch vorgezogen, so dass sie mit der Westfront des Turms einen gemeinsamen westlichen Abschluss bilden. Das nördliche Schiff wurde darüber hinaus auch nach Osten um ein halbes Joch verlängert.

An das südliche Seitenschiff wurde Ende des 16. Jahrhunderts ein weiteres südliches Seitenschiff angefügt, um für die gewachsene Zahl der Kirchenbesucher mehr Platz zu schaffen. Wie das schon zuvor bestehende südliche Seitenschiff umfasst auch der Anbau zweieinhalb Joche, wobei jedes Joch ein eigenes querliegendes Dach erhielt. Für jeden der so entstandenen drei südlichen Giebel wurde eine aufwendig mit Gesimsen, Pilastern und Voluten gestaltete Fassade im Renaissance-Stil geschaffen, die auch heute das äußere Erscheinungsbild der Kirche maßgeblich prägen. Das an dieser Seite eingefügte mit einem Kielbogen versehene Portal sowie die Fenster sind auf das Jahr 1593 datiert, jedoch in spätgotischer Form gestaltet.

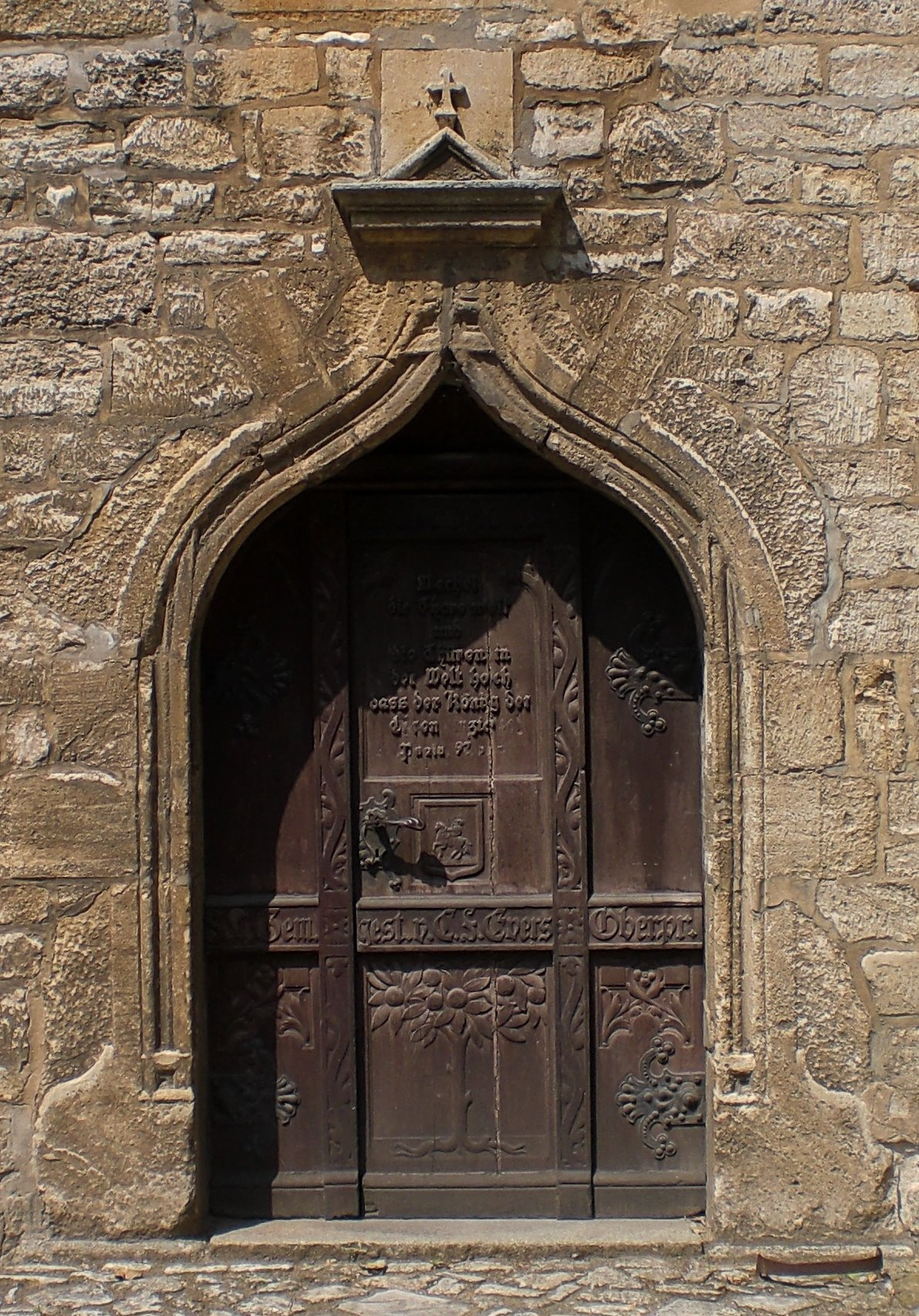
Portal in der Südseite

Südlich des Hauptschiffes, an der Ostseite des ersten südlichen Seitenschiffes befindet sich die mit einem Tonnengewölbe versehene Sakristei.
Das nördliche Seitenschiff erhielt im Jahr 1616 zwei im barocken Stil vermutlich von Christoph Dehne gestaltete Tore. Gestiftet wurden diese 1993 restaurierten Portale durch die Brüder Sonnenberg. Das östliche Portal, die sogenannte Brauttür, verfügt über eine mit reichem Schnitzwerk versehene auf das Jahr 1678 datierte Tür. Beide Portale waren ursprünglich von jeweils drei Figuren eingerahmt. Hiervon sind insgesamt drei Figuren noch erhalten. Die Brauttür wird von einer Matthäus-Figur, die westliche Tür von Lukas und Johannes, den Evangelisten geziert.
Das Dach des Kirchenschiffs ist sehr steil und fasst jeweils eineinhalb Joche zusammen. Die Breite des zweijochigen Chors entspricht der Breite des Mittelschiffs.
Die am Turm befindliche Turmuhr stammt aus dem Jahr 1919 und verfügt über ein mechanisches Wochenlaufwerk. An der Kirche befindet sich auch eine im 16. Jahrhundert angebrachte Sonnenuhr. Die älteste im Turm befindliche Glocke stammt aus dem Jahr 1403. Die 750 kg schwere Bronzeglocke schlägt auch die vollen Stunden. Im Jahr 1699 wurde die 130 kg schwere, ebenfalls aus Bronze bestehende Viertelstundenglocke gegossen. Neben diesen beiden historischen Bronzeglocken befinden sich auch zwei 1928 entstandene Stahlglocken im Turm, die als Ersatz für im Ersten Weltkrieg für Rüstungszwecke abgegebenen Bronzeglocken angeschafft wurden.

## Innenausgestaltung
Das Innere des Kirchenschiffs ist über den Bögen der Arkaden flach gedeckt. Die Pfeiler sind achteckig und wurden zum Teil während der Umbauten in der Zeit der Renaissance ebenfalls verändert. An der Westseite des Schiffs, vor dem Turm, befindet sich die Orgelempore, auf der sich die sogenannte Compenius-Reubke-Orgel befindet. An der Empore befinden sich Stifterwappen.
Der Chor wird von einem Kreuzrippengewölbe überspannt. Im Chor finden sich auch Reste von Wandmalereien. Bemerkenswert ist der 1693 entstandene große mehrgeschossige Altar, der die Höhe des Chors einnimmt und über seitliche Durchgänge und Priechen verfügt. Bildnisse stellen das Abendmahl, die Kreuzigung und die Auferstehung dar. Die Rahmen sind als Knorpelwerk gestaltet.

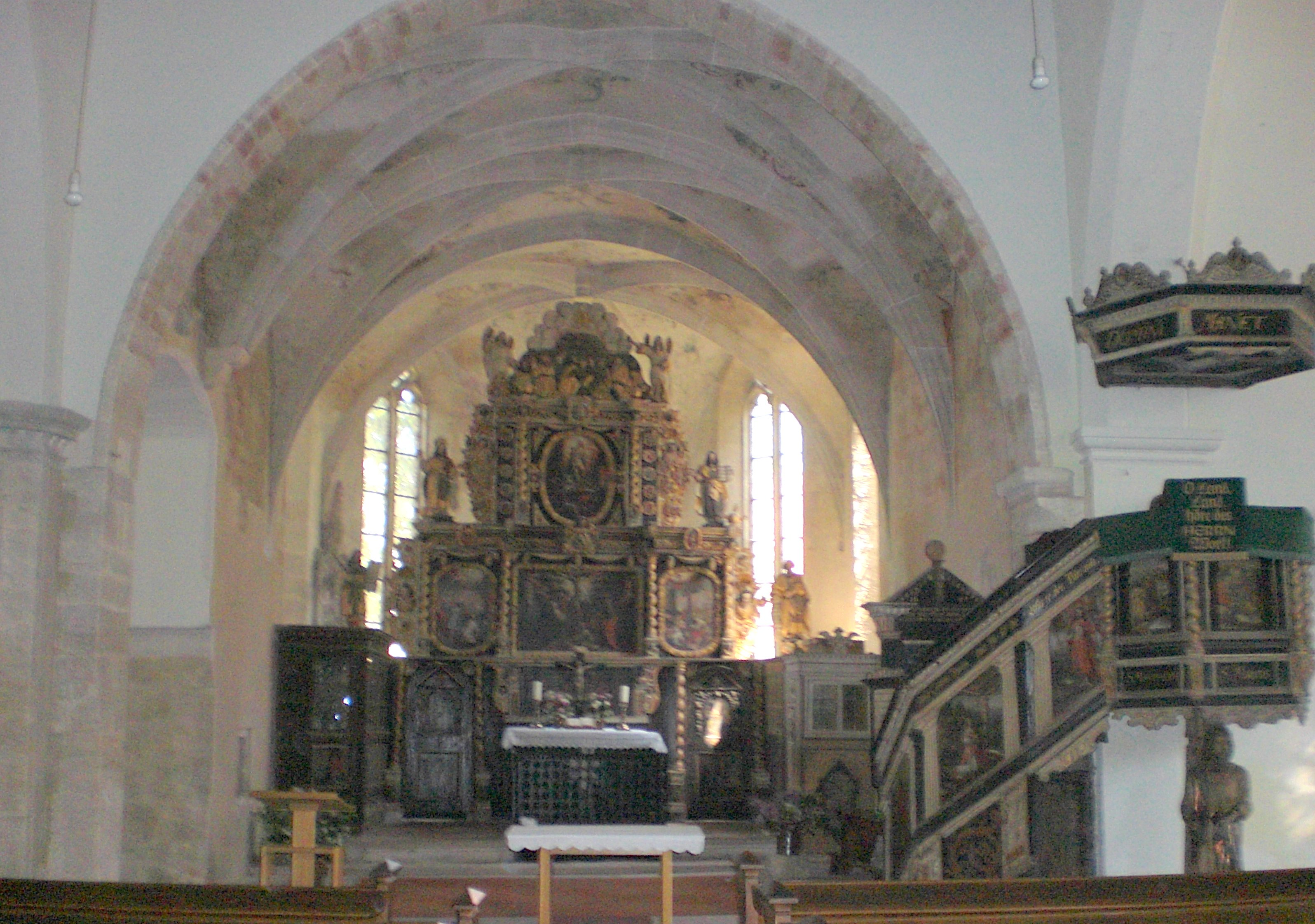
Chor mit Altar und Kanzel

Den Schlusspunkt bildet ein die Himmelfahrt Christi darstellendes Relief. Geschnitzte Figuren auf den Altargesimsen und über den Durchgängen sind weitere Verzierungen.
Die etwas ältere Kanzel stammt aus dem Jahr 1684, ist jedoch in einem ähnlichen Stil gehalten. Der mit Bildnissen der vier Evangelisten versehene Kanzelkorb wird von einer Moses darstellenden Figur getragen. Über allem steht die Inschrift VERUM DOMIINI MANET IN AETERNUM (dt.: Das Wort Gottes bleibt in Ewigkeit).
Der Taufstein datiert aus dem Jahr 1610 und entstand somit im gleichen Zeitraum wie die Orgel und die großen Umbauten der Kirche. Er ist als sechseckiges Sandsteinbecken gearbeitet. Bemerkenswert ist die Verzierung mit Reliefs aus Alabaster. Eines stellt die Arche Noah, ein anderes den Zug des Volkes Israel durch das Rote Meer dar. Vermutlich wurden diese Darstellungen ausgewählt, da sie auch das Motiv Wasser beinhalten. Weitere Reliefs stellen die Beschneidung Jesu im Tempel, die Taufe Jesu im Jordan, die Segnung von Kindern in Gegenwart seiner Jünger und die Aussendung der Jünger dar.
Aus dem gleichen Zeitraum wie der Taufstein stammt das 1611 entstandene im Chor befindliche Sandstein-Epitaph für den Kroppenstedter Bürgermeister Andreas Fischer. Es zeigt in seinem Mittelteil die Familie des Verstorbenen vor einem Kruzifix. Deutlich älter ist das gleichfalls im Chor befindliche Sakramentshaus. Dieses entstand um das Jahr 1500 im spätgotischen Stil. Es wird von einem Wimperg bekrönt und trägt das Wappen des Erzbischofs Ernst von Magdeburg.

## Orgel

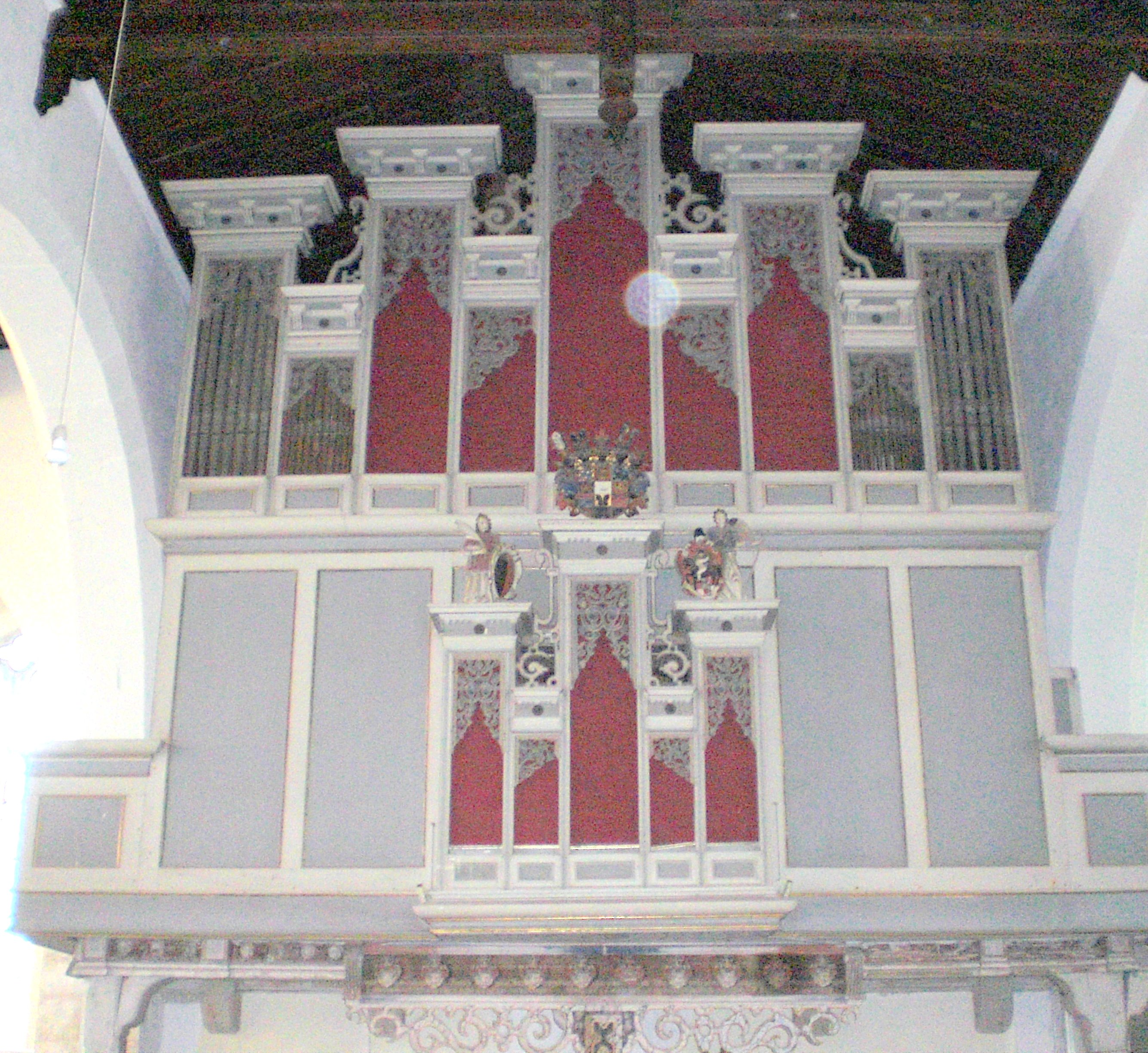
Compenius-Reubke-Orgel vor der Restaurierung

Eine Besonderheit der Martinkirche stellt die Doppelorgel dar, die aus zwei separaten Orgeln in einem Gehäuse besteht und Pfeifenwerk aus dem Anfang des 17. Jahrhunderts beinhaltet.

### Geschichte
1603 wurde der Orgelbauer Esaias Compenius dem Älteren auf Empfehlung des Joachim Johann Georg von der Schulenburg, Senior des Domstifts Halberstadt, mit dem Bau der Orgel beauftragt. Die Arbeiten gingen jedoch nur schleppend voran. 1604 sperrten die Kroppenstedter Ratsherren Compenius in die Arrestzelle des Kroppenstedter Rathauses, um eine zügigere Bearbeitung zu erreichen. Obwohl Compenius die schnelle Erledigung versprach, dauerte es bis zur Einweihung der Orgel noch bis 1613. Von der Schulenburg musste häufig zwischen den Vertragsparteien vermitteln.
Die Orgel wurde mit dem Wappen des Herzogs Heinrich Julius, des Domkapitels und der Stadt Kroppenstedt verziert. Beim Bau der Orgel kamen einige Pfeifenreihen der alten Orgel des Magdeburger Doms zum Einsatz. Die alte Domorgel war 1604 während des Neubaus durch Heinrich Compenius dem Jüngeren abgebrochen worden.
Nach mehr als 200 Jahren galt die Orgel dann als zu altmodisch. 1858 beauftragte man den bekannten Orgelbauer Adolf Reubke aus Hausneindorf mit der Modernisierung des Instruments. Reubke nutzte den erhaltenen ursprünglichen Orgelprospekt und vier Register von Compenius und schuf eine Orgel, die nach ihren beiden Baumeistern „Compenius-Reubke-Orgel“ genannt wurde.
Im Zuge des Ersten Weltkriegs wurden allerdings 1917 viele aus Zinn gefertigte Pfeifen aus der Compeniuszeit beschlagnahmt und eingeschmolzen. Insgesamt 122 kg Zinn wurden so abgeliefert, für die die Kirchengemeinde eine Entschädigung von 768,60 Mark erhielt. Die im Orgelprospekt fehlenden Pfeifen wurden durch eine rote Tuchbespannung ersetzt.
1958 sollte die Orgel durch Wilhelm Sohnle aus Halberstadt dem damaligen Zeitgeschmack angepasst und modernisiert werden. Ziel war es, den nach Reubke entstandenen romantischen Klang wieder auf eine barocke Klarheit zurückzuführen. Nach heutiger Ansicht litt die Qualität der Orgel unter dieser Modernisierung. Hinzu kamen weitere Schäden durch das eingesetzte Holzschutzmittel Hylotox.
Ab 2002 wurde angestrebt, die Orgel erneut zu restaurieren und auf den Bestand von 1613/1858 zurückzuführen. Der dänische Organist Per Kynne Frandsen, der sich von 2002 bis zu seinem Tod im Jahr 2005 auf diese Orgel konzentrierte, und der schwedische Orgelrestaurator und Compenius-Forscher Mads Kjersgaard gaben den entscheidenden Anstoß für den Beginn der Restaurierung. Kjersgarden fertigte bereits 1999 eine Rekonstruktionszeichnung. Im Frühjahr 2007 stellte eine Orgelkommission ein Gesamtkonzept auf, welches den beiden großen Erbauern der Orgel gerecht werden und zugleich die im 20. Jahrhundert entstandenen Schäden beseitigen sollte. Durchgeführt wurden die Arbeiten 2013/2014 von Orgelbau Reinhard Hüfken, der einen zweiten Spieltisch am Rückpositiv einbaute, die vier teilweise erhaltenen Compenius-Register im Rückpositiv auf neuer Windlade aufstellte und eine mitteltönige Stimmung legte. Die Prospektpfeifen und sonstige verlorene Register wurden in beiden Orgeln rekonstruiert. Dadurch entstanden zwei unterschiedliche Orgeln in einem Gehäuse. Das Restaurierungsprojekt wurde durch eine gemeinsame Arbeitsgruppe der Stadt Kroppenstedt und der Kirchengemeinde gesteuert.

### Reubke-Orgel
Die von Hüfken 2013/2014 restaurierte Reubke-Orgel verfügt über 20 Register auf zwei Manualen und Pedal, mechanische Schleifladen sowie eine Kammerton-Stimmung.
Die weitgehend erhaltene Reubke-Orgel hat folgende Disposition:
| I Hauptwerk C–f3 |       |     |
| Bordun           | 16′   | R   |
| Principal        | 8′    | R   |
| Gedact           | 8′    | R/H |
| Hohlflöte        | 8′    | R   |
| Gambe            | 8′    | H   |
| Octave           | 4′    | R   |
| Quinte           | 2 ⁄3′ | R/H |
| Octave           | 2′    | R   |
| Mixtur IV–V      | 1 ⁄3′ | H   |

| II Manualwerk C–f3 |    |     |
| Principal          | 8′ | R/H |
| Gedact             | 8′ | H   |
| Floete             | 8′ | H   |
| Salicional         | 8′ | R   |
| Octave             | 4′ | H   |
| Rohrflöte          | 4′ | H   |
| Spitzflöte         | 2′ | S/H |

| Pedal C–d1    |     |   |
| Subbass       | 16′ | R |
| Violone       | 16′ | R |
| Principalbass | 8′  | R |
| Posaune       | 16′ | H |

- Koppeln: II/I, I/P
- Spielhilfen: 3 Sperrventile
- Calcantenglocke

Anmerkungen
R = Reubke (1858)
S = Sohnle (1958)
H = Hüfken (2014)

### Compenius-Orgel
Die 2014 geschaffene „Compenius-Gedenkorgel“ im Rückpositiv beherbergt in vier Registern das wertvolle Pfeifenmaterial von Compenius. Hüfken ergänzte zunächst die fehlenden Pfeifen in gleicher Bauweise und zwei Prinzipale. Eine leere Schleife war zum Ausbau für eine Zungenstimme vorbereitet, auf der später das „Krumb Horn“ aufgestellt wurde, das nach der Compenius-Orgel von Schloss Frederiksborg rekonstruiert wurde. Seitdem verfügt die Orgel über sieben Register. Die zwei Keilbälge können nur manuell von einem Kalkanten mittels Seilzügen bedient werden. Die mitteltönig gestimmte Orgel mit separatem Spieltisch weist folgende Disposition auf:
| Rückpositiv CDE–c3 |    |     |
| Principal          | 8′ | H   |
| Principal          | 4′ | H   |
| Grobgedect         | 8′ | C/H |
| Quintatena         | 8′ | C/H |
| Rohrflöte          | 4′ | C/H |
| Gemßhörner         | 2′ | C/H |
| Krumb Horn         | 8′ | H   |

Anmerkungen
C = Compenius (1613)
H = Hüfken (2014 und später)

## Pfarrhaus

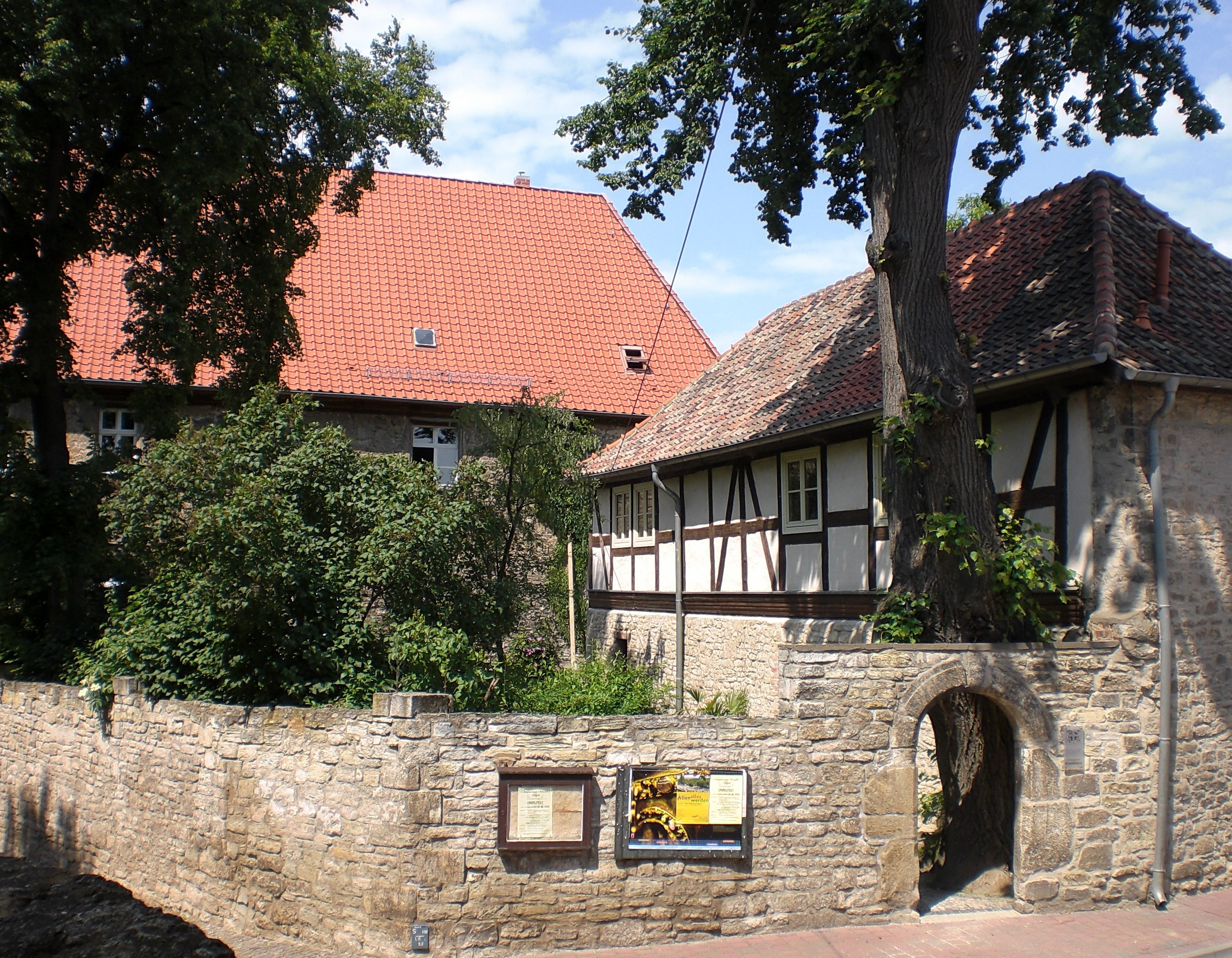
Pfarrhof

Nordöstlich der Kirche, auf der gegenüber liegenden Straßenseite, befindet sich der Pfarrhof (Kirchstraße 16). Das Pfarrhaus stammt aus dem Jahr 1611, ist zweigeschossig aus Bruchstein erbaut und wird von einem großen Walmdach bedeckt. Zum von einer Mauer umfassten sehr großen Pfarrhof gehört auch ein polygonaler Taubenturm sowie eine Scheune. Das obere Geschoss der Scheune ist in Fachwerk errichtet und ruht auf einem Bruchsteinsockel.